# 朝鲜之星
《朝鲜之星》（：／ Choseonui byeol，官方翻译为朝鲜的启明星）是朝鲜日治时期诗人金赫于1928年10月为金日成创作的诗句，后添加歌谱。
从十几岁起就参与吉林共产主义青年运动的金日成，有金赫、车光洙等同僚。他们称金日成（时称金成柱）为“朝鲜之星”，并拥护他为领袖。这时，金日成批评同事崇拜自己乃至为他作曲。
以“朝鲜的夜空升起了新星/照亮了三千里江山”开头的歌词包含了即使在被践踏的朝鲜也有一棵充满希望的东吉树的内容。主题是在团结和维护朝鲜漆黑夜空中的明星金日成的同时，决心永不改变献身革命的心。歌词将日本殖民朝鲜的行为称之为“日本制造的邪恶强盗”。
朝鲜将本曲称之为“永恒不灭的革命颂歌”，被视为领袖造型艺术的雏形和革命颂歌体裁的起源。除了宏大而朴素的艺术成就，它也是人民爱戴和尊敬地献给金日成的第一首歌曲，是捍卫领袖精神的结晶，这也是使本曲备受好评的因素。平壤方面还强调，在领导人革命活动开始的初期就已出现颂歌，这在世界历史上尚无先例。 
1980年代还拍了一部以1920~1930年代为背景，金日成为主角的同名电影。此时《朝鲜之星》首次为人所知。